# Wiesenmühle (Thurnau)
Wiesenmühle (oberfränkisch: Wiesn-mül) ist ein Gemeindeteil des Marktes Thurnau im oberfränkischen Landkreis Kulmbach in Bayern. Wiesenmühle liegt in der Gemarkung Berndorf.

## Geographie
Die Einöde liegt am Aubach. Ein Anliegerweg führt nach Berndorf (0,3 km südwestlich) bzw. zur Staatsstraße 2689 bei Anschlussstelle 22 der Bundesautobahn 70 (0,2 km südöstlich), die südlich des Ortes verläuft.

## Geschichte
Der Ort wurde im Zinsbuch der Förtsch von Thurnau von 1526 als „Wiesenmuel“ erstmals urkundlich erwähnt.
Gegen Ende des 18. Jahrhunderts bestand Wiesenmühle aus einem Anwesen. Das Hochgericht sowie die Grundherrschaft über die Mahl-, Schlag- und Schneidmühle hatte das Giech’sche Amt Thurnau.
Von 1797 bis 1810 unterstand der Ort dem Patrimonialgericht Thurnau. Mit dem Gemeindeedikt wurde Wiesenmühle 1811 dem Steuerdistrikt Limmersdorf und 1818 der Ruralgemeinde Berndorf zugewiesen. Am 1. Januar 1972 wurde Wiesenmühle im Zuge der Gebietsreform in Bayern in den Markt Thurnau eingegliedert.

### Einwohnerentwicklung
| Jahr      | 001818 | 001861 | 001871 | 001885 | 001900 | 001925 | 001950 | 001961 | 001970 | 001987 |
| Einwohner |        | 6      | 8      | 8      | 7      | 9      | 8      | 5      | 4      | 7      |
| Häuser    | 1      |        |        | 1      | 1      | 1      | 1      | 1      |        | 1      |
| Quelle    | [ 8 ]  | [ 11 ] | [ 12 ] | [ 13 ] | [ 14 ] | [ 15 ] | [ 16 ] | [ 17 ] | [ 18 ] | [ 1 ]  |

## Religion
Der Ort ist evangelisch-lutherisch geprägt und nach Friedenskirche (Berndorf) gepfarrt.